# Sergio Renán
Sergio Renán, nombre artístico de Samuel Kohan (San Salvador, 30 de enero de 1933 - Buenos Aires, 13 de junio de 2015) fue un actor, director de cine y director de teatro argentino.

## Biografía
Su nombre era Samuel Kohan y fue hijo de inmigrantes judíos asentados en las colonias agrícolas de la provincia de Entre Ríos.
Como director de cine ha realizado nueve películas, entre las que se destaca La tregua (1974), la primera película argentina nominada para el Oscar a Mejor Película en Lengua extranjera. 
Como director de teatro se destacan sus puestas en escena de Las criadas, de Jean Genet, en 1970, Drácula, de Bram Stoker, en 1980, Madame Butterfly, Ha llegado un inspector, de J. B. Priestley, en 1998 y Un enemigo del pueblo, de Henrik Ibsen (2007), entre otras.
Actuó en la película El poder de las tinieblas (1979), de Mario Sábato, y en Los siete Locos (1973), en la que interpretó al personaje de Roberto Arlt, el Rufián Melancólico. Fue uno de los principales actores en la filmografía de Manuel Antin. 
En televisión dirigió "Las grandes novelas" por Canal 7, teatralizando a grandes novelistas de la literatura universal, como Antón Chéjov, Honoré Balzac, Fiódor Dostoyevski, Charles Dickens, Gustave Flaubert, Wilkie Collins, Guy de Maupassant, León Tolstói, Émile Zola, Stendhal, Henry James y Oscar Wilde.
Como director de ópera ha presentado en el Teatro Colón de Buenos Aires, Manon, de Massenet (1984); Rigoletto (1986) y Otello, de Verdi (1987); Cosi fan tutte (1990), Le nozze di Figaro (1991, 1992, 1993), y Don Giovanni, de Mozart (1993); Lady Macbeth de Mtsensk, de Shostakóvich (2001); Die Zauberflöte, de Mozart (2011), La Cenerentola, de Rossini (2013), así como su producción postrera, L'elisir d'amore, de Donizetti (2015). 
Se desempeñó como director del Teatro Colón (1989-1996, y un breve lapso en 2000), y como director del Fondo Nacional de las Artes de la República Argentina. En 2000 dirigió en el Teatro Real de Madrid una innovadora puesta de la ópera Lady Macbeth de Mtsensk, de Dmitri Shostakóvich, con la dirección orquestal de Mstislav Rostropóvich.
Falleció en la madrugada del sábado 13 de junio de 2015, luego de estar internado por varias semanas a causa de infecciones respiratorias. Su velatorio fue dispuesto en el Teatro Colón de la Ciudad Autónoma de Buenos Aires.

## Filmografía

### Director
- Tres de corazones (2007), sobre un cuento de Juan José Saer.
- La soledad era esto (2001), sobre una novela de Juan José Millas.
- El sueño de los héroes (1997), sobre una novela de Adolfo Bioy Casares.
- Tacos altos (1985), sobre dos cuentos de Bernardo Kordon.
- Gracias por el fuego (1984), sobre una novela de Mario Benedetti.
- Sentimental (Requiem para un amigo)  (1981) sobre una novela de Geno Díaz.
- La fiesta de todos (1978)
- Crecer de golpe (1977), sobre una novela de Haroldo Conti.
- La tregua (1974), sobre una novela de Mario Benedetti.

### Guionista
- La soledad era esto (2001)
- El sueño de los héroes (1997)
- Tacos altos (1985)
- Gracias por el fuego (1984)
- Sentimental (Requiem para un amigo)  (1981)
- La fiesta de todos (1978)
- Crecer de golpe (1977)
- La tregua (1974)

### Actor
- Al corazón (1995)
- El censor (1995)
- Debajo del mundo (1987)
- Gracias por el fuego (1984)
- Los enemigos (1983)
- Sentimental (Requiem para un amigo)  (1981)
- El poder de las tinieblas (1979)
- Crecer de golpe (1977)
- Los gauchos judíos (1974)
- La tregua (1974)
- Los siete locos (1973)
- Heroína (1972)
- Juan Manuel de Rosas (1972)
- Y que patatín... y que patatán (1971)
- Asalto a la ciudad (1968)
- Somos los mejores (1968)
- Martín Fierro (1968)
- Humo de marihuana (1968)
- Crónica para un futuro (1967) (narrador)
- Los traidores de San Ángel (1967)
- Castigo al traidor (1966)
- Orden de matar (1965)
- Los hipócritas (1965)
- El perseguidor (1965)
- Los evadidos (1964)
- Circe (1964)
- La cifra impar (1962)
- Violencia en la ciudad (inédita - 1957)
- Pasó en mi barrio (1951)

## Premios y distinciones
Premios Óscar
| Año  | Categoría                          | Película  | Resultado |
| ---- | ---------------------------------- | --------- | --------- |
| 1975 | Mejor película de habla no inglesa | La tregua | Nominado  |

- Diploma al Mérito en los Premios Konex, como director de cine (1981)
- Orden de Rio Branco: conferida por el Gobierno de la República Federativa de Brasil
- Título de Benemérito del Arte y la Cultura: conferido por el Gobierno de la República de Italia
- Ciudadano Ilustre de la Ciudad Autónoma de Buenos Aires (2011)
- Huésped Ilustre de la Ciudad de Montevideo (2014)